# Grotenburg Stadion
O Grotenburg Stadion é um estádio de futebol localizado na cidade de Krefeld, na Alemanha.

Inaugurado em 1927, tem capacidade para 34.500 torcedores e é utilizado pelo clube KFC Uerdingen 05.